# Ашкун
Ашку́н (ашкуну) — один из нуристанских языков Афганистана. На нем говорят племена ашкуну, сану и грамсана, живущие к северо-западу от Асадабада в провинции Кунар. Число говорящих — около 40000 человек. Относится к нуристанской группе индоиранской ветви индоевропейских языков.